# Bulbophyllum vagans
Bulbophyllum vagans är en orkidéart som beskrevs av Oakes Ames och Robert Allen Rolfe. Bulbophyllum vagans ingår i släktet Bulbophyllum och familjen orkidéer.
Artens utbredningsområde är Filippinerna. Inga underarter finns listade i Catalogue of Life.